# 硬刺狸藻
硬刺狸藻（學名：Utricularia hispida）為狸藻屬多年生中型陸生食虫植物。其种加词“hirta”来源于拉丁文“hispidus”，意为“毛，粗糙”，指其多毛的植株。硬刺狸藻为中美洲與南美洲的特有種。